# Eidolon (género)
Eidolon es un género de murciélagos de la familia Pteropodidae. Contiene solo dos especies:
- Eidolon dupreanum
- Eidolon helvum